# NGC 6470
NGC 6470 (другие обозначения — UGC 10974, MCG 11-21-25, ZWG 321.39, PGC 60778) — спиральная галактика (Sc) в созвездии Дракон.
Этот объект входит в число перечисленных в оригинальной редакции «Нового общего каталога».
В галактике вспыхнула сверхновая SN 2000ci. Её пиковая видимая звёздная величина составила 18.1.